# すけスケシルバ
『すけスケシルバ』は、1999年10月13日から2000年3月22日までフジテレビ系列で放送されていたトーク・バラエティ番組である。

## 番組概要
毎週レギュラー3人が、男の趣味、男と女の生態について語り合いトークを広げる、番組名は島田紳助の名前の漢字を仮名読みにした「すけ」（それに合わせて、番組内で紳助の名前を出す時は「しんすけ」と表記）とユースケ・サンタマリアの「スケ」とSILVAの「シルバ」を合わせた物である。
また、番組の内容を書いた単行本も発行された。

## 放送時間
- 毎週水曜23:00〜23:30

## 出演者
- 島田紳助
- ユースケ・サンタマリア
- SILVA

| フジテレビ系列 水曜23:00 - 23:20枠（バラパラ水曜日） | フジテレビ系列 水曜23:00 - 23:20枠（バラパラ水曜日） | フジテレビ系列 水曜23:00 - 23:20枠（バラパラ水曜日） |
| 前番組                                               | 番組名                                               | 次番組                                               |
| ---------------------------------------------------- | ---------------------------------------------------- | ---------------------------------------------------- |
| 笑う犬の生活 -YARANEVA!!- 【日曜20時台に移動】       | すけスケシルバ （1999年10月13日 - 2000年3月22日）    | Music Museum ※23:00 - 23:30                          |